# Riabuchy
Riabuchy (ukr. Рябухи) – wieś na Ukrainie, w obwodzie czernihowskim, w rejonie pryłuckim, w hromadzie Tałałajiwka. W 2001 liczyła 377 mieszkańców.